# Norma Jordan
Norma Jordan (Norfolk, 1949) è un'attrice e cantante statunitense.

## Biografia
Norma Jordan è una showgirl, attrice, cantante, ballerina e autrice nata in Stati Uniti, attiva nel mondo dello spettacolo italiano tra la fine degli anni '60 e gli inizi degli anni '80. 
Figlia di un direttore di un'assicurazione e di una professoressa di lingue, ci sono dubbi sul luogo di origine: secondo "The Pittsburgh Courier" del 5 maggio 1973), è nata nella città di Norfolk, in Virginia; una «ventottenne nera nata a Detroit, arrivata in Italia nel 1971», da un articolo de La Stampa; più tardi, lo stesso giornale confermò le origini dello Stato della Virginia. 
In realtà si fece conoscere in Italia a partire dalla fine degli anni '60: il suo debuttò risale infatti al 1969 in uno spaghetti western dal titolo Il prezzo del potere, con Fernando Rey e Giuliano Gemma, nel ruolo di attrice non protagonista e cantante (la sua canzone Catch a Star from the Sky fu inclusa nella colonna sonora del film). Già, però, era apparsa nello stesso anno nel film tedesco Scarabea - Di quanta terra ha bisogno un uomo?.
Nel 1971 è nel cast del musical Anna prendi il fucile, lo stesso anno in cui fu coinvolta come testimone in un caso di criminalità, il misterioso doppio omicidio di una giovane modella e attrice di colore (Tiffany Hoyveld, sua ex compagna di stanza, figlia di un ministro di Giustizia dell'ex Guyana britannica) e del suo fidanzato italiano Giuliano Carabei, imprenditore già implicato nel delitto Casati, che ebbe luogo tra il 15 e il 16 dicembre 1971 a lago di Martignano, vicino a Roma. 
Nel 1974 appare nel Carosello della società Fabbri Distillerie con Adolfo Celi, regia di Paolo Pratesi: è una delle ragazze su uno yacht con un Celi nella parte del James Bond italiano.
Interpretò vari ruoli al cinema e in miniserie TV fino alla fine degli anni '70, fra cui un film con Paolo Villaggio in Sistemo l'America e torno (1974) di Loy sull'emigrazione italiana in Inghilterra, Natale in casa d'appuntamento (1976) tratto dal romanzo di Ugo Moretti e La ragazza dalla pelle di corallo (1976) di Osvaldo Civirani, film sexy girato a Santo Domingo con Zeudi Araya dapprima con il titolo di Samoa. Saltò all'ultimo momento l'annunciata partecipazione al film con Bud Spencer Charleston (1977) diretto da Fondato. Nello stesso anno, presso gli studi della Rai di Napoli, registra il giallo « Un uomo in più », poi col titolo definitivo Traffico d'armi nel golfo, regia di Leonardo Cortese.
Inoltre partecipò come showgirl, presentatrice o ospite d'onore a numerosi programmi televisivi: lo spettacolo musicale Rai Un secondo d'amore (1974); L'amico della notte (1976), interpretando fra l'altro Joséphine Baker; nel cast del varietà televisivo Settimo anno (1978) con Lando Buzzanca e Ivana Monti; super-ospite di una puntata del varietà Tilt (Rai 1, 1979) registrato al Teatro delle Vittorie (poi in onda il 6 dicembre); invitata di Hello Goggi (Canale 5, 1981); Due di tutto (Rai 2, 1983); intervistata al Maurizio Costanzo Show (1983) su Retequattro – discutendo di uno spettacolo Off-Off-Broadway nel quale stava lavorando per il noto teatro underground La Mama di New York–; conduttrice per quattro settimane de Il cappello sulle ventitré (Rai 2, 1983) assieme a Bruno Lauzi. 
Negli stessi anni fu fotomodella per riviste maschili come ragazza-copertina nell'edizione italiana di Playboy (giugno 1975, febbraio 1978) e comparve pure in Playmen (nel numero 3 del 1977). 
Alla fine degli anni '70 fu lanciata come cantante della disco music pubblicando gli album Feel Me (Ciao Records, 1979) – registrato fra Monaco di Baviera e lo "Stone Castle" di Carimate, con il 45 giri di successo Disco Beat, ideato dallo stesso arrangiatore di Donna Summer – e No Obligations (Ciao Records, 1980), prodotto da Thor Baldursson. L'anno prima (1978) fu l'autrice del brano di Dreaming My Life Away per il jazzista Jimmy Owens. Partecipò nel 1980 al « Girofestival della canzone » condotto da Awana Gana.
Dopo il 1983 il suo nome è rimasto lontano dalle cronache. 

## Vita privata
I giornali italiani le hanno attribuito un flirt con Christiaan Barnard, seccamente smentito dall'artista. Una storia sentimentale che sarebbe poi stata ritenuta illegale in Sudafrica in base alle vigenti leggi dell'epoca sull'apartheid. Per il biografo Chris Logan (2003), che mostra una foto dell'attrice del 1981 a Roma accanto al chirurgo e a Angelo Litrico, fu la scintilla che avrebbe indotto la moglie a divorziare qualche mese dopo.

## Filmografia

### Cinema
- Scarabea - Di quanta terra ha bisogno un uomo?, regia di Hans-Jürgen Syberberg (1969)
- Il  prezzo del potere, regia di Tonino Valerii (1969)
- Io... donna, regia di Alberto Cardone (1971)
- Sistemo l'America e torno, regia di Nanni Loy (1974)
- Il profumo della signora in nero, regia di Francesco Barilli (1974) (come Donna Jordan)
- La ragazza dalla pelle di corallo, regia di Osvaldo Civirani (1976)
- Natale in casa d'appuntamento, regia di Armando Nannuzzi (1976)

### Televisione
- Biografie - Ein Spiel - film TV (1970)
- All'ultimo minuto, regia di Ruggero Deodato, 1 episodio – serie TV (1971)
- Ho incontrato un'ombra, regia di Daniele D'Anza, miniserie TV (1974)
- A casa, una sera..., regia di Mario Landi, miniserie TV (1976)
- Traffico d'armi nel golfo, regia di Leonardo Cortese, miniserie TV (1977)
- Jazz Band, regia di Pupi Avati, miniserie TV (1978)

## Doppiatrici
- Vittoria Febbi in Il  prezzo del potere
- Laura Gianoli in Il profumo della signora in nero